# Josef Gemrot (politik)
Josef Gemrot (22. ledna 1903 Poruba – 31. května 1979 Praha) byl český a československý politik Československé strany lidové a poúnorový poslanec Národního shromáždění ČSR a ČSSR a Sněmovny lidu Federálního shromáždění.

## Biografie
Narodil se na Ostravsku a v úvodu života byl spojen s tímto regionem. Pocházel z chudé hornické rodiny. Vyučil se formovačem a slévačem, později pracoval jako horník a vzdělání si rozšiřoval absolvováním různých kurzů při zaměstnání. Pracoval v různých dolech na Ostravsku až do roku 1948. Od roku 1921 byl členem ČSL a angažoval se v křesťanském odborovém hnutí.
Po únorovém převratu v roce 1948 patřil k frakci tehdejší lidové strany loajální vůči Komunistické straně Československa, která ve straně převzala moc a proměnila ji spojence komunistického režimu. Ve volbách do Národního shromáždění roku 1948 byl zvolen do Národního shromáždění za ČSL ve volebním kraji Ostrava. Mandát získal i ve volbách v roce 1954 (volební obvod Hustopeče), ve volbách v roce 1960 (nyní již jako poslanec Národního shromáždění ČSSR za Jihomoravský kraj) a ve volbách v roce 1964. V Národním shromáždění zasedal až do konce jeho funkčního období v roce 1968. Po federalizaci Československa usedl roku 1969 do Sněmovny lidu Federálního shromáždění, kde setrval do konce volebního období, tedy do voleb v roce 1971.
Od roku 1952 působil jako předseda mandátového výboru Národního shromáždění. Až do roku 1952 byl stále spjat s Ostravskem a v době, kdy nebyl přítomen na schůzích Národního shromáždění, tak například pracoval v ostravských dolech a silně agitoval mezi horníky za zvyšování výkonů. V roce 1951 byl jmenován do vlivné Kádrové komise ČSL, čímž získal vliv na povyšování, ale i na kádrové postihy, stranických funkcionářů. Byl velmi obávaný a vždy stál pevně za Josefem Plojharem. Odešel do Prahy, ale politiku na Ostravsku stále sledoval a snažil se politicky likvidovat své nástupce, kteří prosazovali volnější vedení regionu. V letech 1954 až 1955 ze msty politicky zlikvidoval svého kolegu a poslance za Ostravsko Františka Nováka. Jeho moc pramenila z pozice předsedy kádrové a disciplinární komise, kde střežil ideovou čistotu.
K roku 1954 se profesně uvádí jako generální tajemník Československé strany lidové.